# Parque Realengo Susana Naspolini
Parque Realengo Susana Naspolini (ou Parque Realengo Jornalista Susana Naspolini) é um parque de 76 mil metros quadrados situado no bairro de Realengo, na Zona Oeste do Rio de Janeiro. Seu nome é uma homenagem à jornalista Susana Naspolini.
Sua construção começou em 2022, numa área que no passado abrigou uma fábrica de munição do Exército Brasileiro, desativada há mais de 40 anos, em um investimento de R$ 72 milhões da prefeitura.
O parque funciona de terça à domingo, das 6h às 22h. Às segundas-feiras o parque fica fechado para manutenção.

## Infraestrutura
O parque conta com torres metálicas com pulverizadores de água para refrescar os visitantes em dias quentes, inspiradas no parque Jardins da Baía de Singapura, que também fazem um show de luzes e música diariamente. Além disso, o parque conta com:
- espelho de água com jardins aquáticos
- área infantil, com brinquedos variados
- área infantil aquática
- quadras para esportes
- campo de futebol
- pista de skate
- academia para a terceira idade
- sete churrasqueiras[3]
- mercado popular com 11 lojas
- Nave do Conhecimento

Além disso, se localiza dentro do parque o Palácio Realengo, utilizado como gabinete da prefeitura, para o prefeito despachar na região.

## Histórico
Em 1874 começou a ser construído em Realengo o novo Arsenal de Guerra da Corte, tendo início as obras com uma cerimônia de assentamento da primeira pedra com a presença do Imperador Dom Pedro II. As obras prosseguiram até 1878, quando foram suspensas, seguiram paralisadas durante a Independência e finalmente reiniciaram em 1896, sendo o projeto alterado e passando a se chamar de Fábrica de Cartuchos do Realengo e sendo expandida ao longo dos anos do século XX. Entretanto na década de 1970 o governo federal criou a estatal Indústria de Material Bélico do Brasil (IMBEL) e com isso a produção de munição passou a se dar em outra fábrica, de forma que a Fábrica de Cartuchos de Realengo foi fechada e ficou sem uso por quase três décadas.
Parte da área, mais antiga, foi demolida ainda em 1983 para a construção do condomínio Parque Real, composto de seis blocos de apartamentos e construído pela Fundação Habitacional do Exército. Em 2004, outra parte foi restaurada e deu origem ao campus Realengo do Colégio Pedro II. Em 2007, foi assinado um convênio para a abertura do campus Realengo do Instituto Federal do Rio de Janeiro, que passou a funcionar em 2009.
Desde então, houve uma pressão popular para a criação de um parque urbano no trecho remanescente do terreno pelo movimento Realengo Que Queremos, enquanto o Exército queria construir um condomínio com mais 700 apartamentos no local, projeto denominado Residencial Realengo Verde. Em 2017, a Prefeitura do Rio anunciou o projeto de construir no terreno um parque no local e as negociações continuaram no ano seguinte, com o Exército pretendendo lançar um condomínio no local.
Ainda em 2018, a Assembleia Legislativa do Rio de Janeiro propôs o Projeto de Lei Nº 4220/2018, que determinava "Fica tombado como Patrimônio Histórico e Cultural do Estado do Rio de Janeiro, o imóvel situado na Rua Professor Carlos Wenceslau, nº 343, Realengo – Rio de Janeiro, antiga Fábrica Realengo de Cartuchos", embora "O imóvel poderá sofrer modificações e inclusive ser destombado para a criação do parque público a ser denominado como “Parque 100% Realengo Verde”." A câmara aprovou o projeto em 2020 em votação praticamente unânime, porém ele foi vetado pelo governador e o veto foi mantido pela Alerj.
Em 2021, a Câmara Municipal do Rio de Janeiro propôs por sua vez o Projeto de Lei Nº 306/2021 com os mesmos termos mas o projeto foi engavetado e nunca foi à votação.

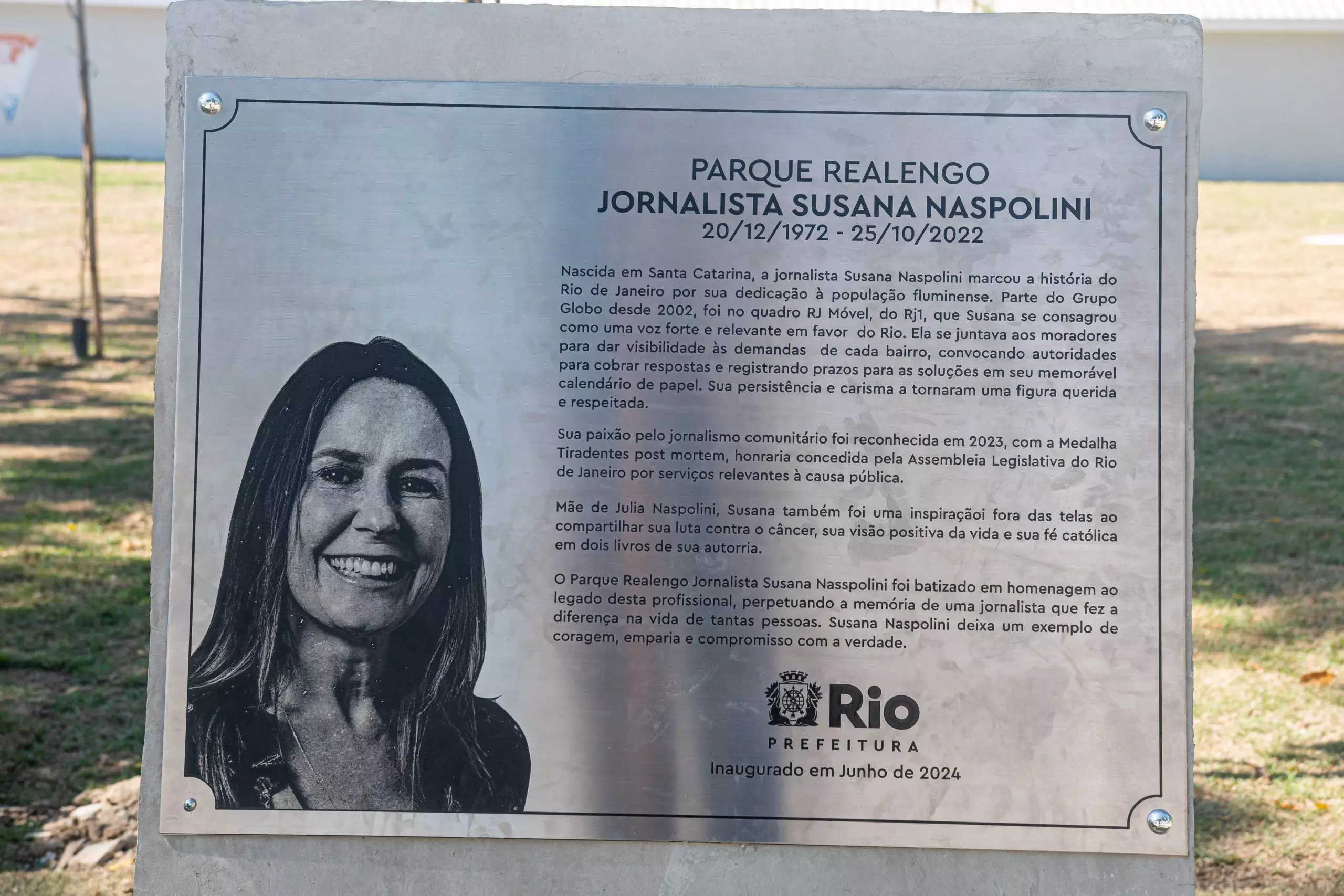
Placa com homenagem à Jornalista Susana Naspolini. Foto por Daniel Martins/Diário do Rio

Finalmente, em 2022 a Prefeitura do Rio fez um acordo com o Governo Federal e deu início à construção do parque. Ainda em 2022, dois dias após a morte da jornalista Susana Naspolini, a prefeitura anuncia que iria homenageá-la dando seu nome ao parque.